# Тренд (статистика)
Тренд (від англ. Trend — тенденція) — загальна тенденція при різнонаправленому русі, визначена загальною спрямованістю змін показників часового ряду. Графіки можуть описуватись різними рівняннями — лінійними, логарифмічними, степеневими і т. д.. Фактичний тип графіка встановлюють за графічним зображенням даних часового ряду, шляхом усереднення показників часового ряду, на основі статистичної перевірки гіпотези про сталість параметрів графіка.
Тренд — різні автори дають різні визначення але в широкому розумінні, тренд — це тривала зміна рівня середнього випадкового процесу.

## Визначення
Найпростішим прикладом є лінійний тренд + шум, відповідно до якого спостереження в момент {\displaystyle t\,}, це випадкова змінна {\displaystyle X_{t}}, що визначається як:
{\displaystyle X_{t}=\alpha +\beta t+\varepsilon _{t}},
де {\displaystyle \alpha }, {\displaystyle \beta } — константи, {\displaystyle \varepsilon _{t}} — випадкова помилка з нульовим середнім.
Рівень середнього визначається як {\displaystyle m_{t}=(\alpha +\beta t)}; та інколи називається трендовою складовою. Деякі автори називають трендом нахил {\displaystyle \beta }; тоді тренд — це зміна рівня середнього за одиницю часу. Зазвичай, сенс тренду випливає із контексту його вживання.
Тренд в наведеному рівнянні є детермінованою функцією та інколи називається глобальним лінійним трендом. Якщо параметри {\displaystyle \alpha } та {\displaystyle \beta } можуть змінюватись з часом, то такий тренд називають локальним. Як варіант, тренд може зростати пропорційно квадрату часу.
Аналіз часових рядів з трендами залежить від задачі:
- обчислення тренду, усунення випадкових відхилень;
- обчислення та усунення тренду з метою дослідження відхилень.

Наявність сезонних коливань також має вплив на методи дослідження трендів.

## Наближення кривою
Традиційним методом обробки даних, що містять несезонний тренд є апроксимація (наближення) простою функцією, такою, як наприклад, деякий поліном, крива Ґомперца або логістична крива. Крива Ґомперца визначається як:
{\displaystyle \log x_{t}=a+br^{2}}
де {\displaystyle a,b,r} — параметри, {\displaystyle 0<r<1}, а логістична крива визначається як:
{\displaystyle x_{t}=a/(1+be^{-ct})}
Для всіх кривих цього виду, наближена функція визначає тренд, а залишки — оцінку рівня випадкових коливань.

## Фільтрування
Іншим методом аналізу трендів є застосування лінійного фільтру, що перетворює часовий ряд {\displaystyle \{x_{t}\}} на {\displaystyle \{y_{t}\}} шляхом застосування лінійного перетворення:
{\displaystyle y_{t}=\sum _{r=-q}^{+s}a_{r}x_{t+r}},
де {\displaystyle a_{r}} — набір коефіцієнтів (ваг). Якщо сума коефіцієнтів дорівнює 1, то такий фільтр називають ковзаючим середнім.